# Kapelusz Pani Wrony
Kapelusz Pani Wrony – zbiór czterech opowiadań dla dzieci autorstwa Danuty Parlak opublikowany w 2009 roku. 

## Odbiór i analiza
W 2017 książka trafiła na listę lektur szkolnych Ministerstwa Edukacji Narodowej (klasy I-III). Była nią nadal w kolejnej dekadzie - stan na 2024/2025).
W 2020 r. Alicja Ungeheuer-Gołąb omawiając w skrócie pozycje dla dzieci w lekturach szkolnych uznała ten utwór za jeden z najsłabszych tekstów z listy lektur z 2017 r.
Według badań Anny Józefowicz z 2022 roku, polscy nauczyciele uznali książkę za mało wartościową i trudną do omówienia w klasie.

## Treść
Akcja opowiadań toczy się w lesie, ogrodzie i na łące pośród antropomorficznych zwierząt, które są ich bohaterami.

### Spis treści
W zbiorze znajdują się opowiadania: 
- Kapelusz Pani Wrony
- Wystraszek
- Nic w Ogrodzie
- Mikołaj, czyli historia pewnego bociana...

### Fabuła
W pierwszym opowiadaniu opisana jest historia zgubienia i odnalezienia kapelusza pani Wrony.
Drugie opisuje bohaterski czyn niezbyt odważnego Wystraszka.
Trzecie opisuje tajemniczy Ogród, w którym mieszka Nic.
Czwarte opisuje perypetie niezwykłego małżeństwa bociana Mikołaja i pięknej żabki  Izabelli.